# Trine Haltvik
Trine Haltvik (Trondheim, 23 de marzo de 1965) es una entrenadora y exjugadora de balonmano noruega.

## Trayectoria
Haltvik comenzó su carrera en el balonmano con tan solo 16 años en el Byåsen IL, con la excepción de un año jugando para el Remudas Gran Canaria en España, permaneció en el club de su vida. Con el equipo ha participado hasta por 8 temporadas en competición europea entre Champions, Recopa y EHF Cup.
Su lealtad y su experiencia le han valido el apodo de "Mor" o Madre . Ha jugado 241 partidos con la selección nacional noruega, marcando 834 goles. Ha conseguido 7 medallas internacionales (2 en los Juegos Olímpicos, 3 en el Campeonato del Mundo y otras 2 en el Campeonato de Europa).
Fue elegida Jugadora Mundial del Año 1998 por la Federación Internacional de Balonmano.
Tras su retirada, compitió con su hija Kathinka en Selbu.

### Clubes
- 1981–1999:  Byåsen IL
- 1999–2000:  Remudas Gran Canaria
- 2000–2006:  Byåsen IL

### Como entrenadora
Haltvik inició una carrera como entrenadora en clubes como Byåsen, Bamble y Larvik, destacándose por su enfoque en la formación de equipos y la creación de cultura deportiva. Actualmente reside en Porsgrunn, trabaja como profesora en una escuela deportiva, entrena al equipo J11-12 de su hija menor y continúa involucrada en el balonmano mediante escuelas deportivas, compaginando su pasión por el deporte con su vida familiar como madre y abuela.

### Polémica
En abril de 2012, Trine Haltvik era la entrenadora del Selbu y se vio envuelta en una controversia por presunto conflicto de intereses al simultanear su papel en la junta directiva de Byåsen Elite con su cargo en Selbu. La polémica surgió tras una protesta presentada por Selbu contra la imparcialidad del árbitro en un partido de ascenso, debido a su vinculación con Byåsen IL. Los directivos de Byåsen acusaron a Haltvik de instigar la protesta, cuestionando su capacidad para separar sus múltiples funciones en el balonmano noruego, y solicitaron su dimisión de la junta. Aunque Haltvik negó haber actuado por intereses personales, admitió haber influido en la decisión de presentar la queja, defendiendo la necesidad de jueces neutrales. El árbitro implicado y la asociación regional reconocieron errores en la designación, mientras la resolución del conflicto quedaba pendiente de la Federación Noruega de Balonmano.

## Premios y títulos

### Con la selección
- 1 x  Medalla de plata en los Juegos Olímpicos (Seul 1998)
- 1 x  Medalla de bronce en los Juegos Olímpicos (Sidney 2000)[9]
- 1 x  Medalla de oro en el Campeonato del Mundo (Dinamarca/Noruega 1999)
- 1 x  Medalla de plata en el Campeonato del Mundo (Alemania 1997)
- 1 x  Medalla de bronce en el Campeonato del Mundo (Holanda 1986)
- 1 x  Medalla de oro en el Campeonato de Europa (Holanda 1998)
- 1 x  Medalla de plata en el Campeonato de Europa (Dinamarca 1996)

### Clubes
- 4 x Liga de Noruega de balonmano femenino (1985, 1986, 1988, 1989)
- 3 x Copa de Noruega (1988, 1989, 1991)

### Individuales
- Mejor jugadora del año de la IHF (1998)
- Máxima goleadora de la Liga (1996, 1998 y 1999).[10]

## Vida
Es madre de 3 hijos. Participó en 2019 en un programa de baile de la televisión noruega llamado "Skal vi danse".